# Negrobovia aculicita
Negrobovia aculicita är en tvåvingeart som beskrevs av Daniel J. Bickel 1994. Negrobovia aculicita ingår i släktet Negrobovia och familjen styltflugor. Inga underarter finns listade i Catalogue of Life.